# Amway
Amway Global ist ein in Familienbesitz befindliches US-amerikanisches Netzwerk-Marketing-Unternehmen (eine Form des Direktvertriebs) mit Sitz im Ada Township (Michigan). Das Unternehmen wurde 1959 von Jay Van Andel und Richard DeVos gegründet. Der Name des Unternehmens ist eine Wortverknüpfung von „American Way“.

## Hintergrund

Das alte Amway-Logo

Die „American Way Association“ wurde im April 1959 von Jay Van Andel und Richard DeVos gegründet, nachdem diese im August 1949 einen Beraterantrag des kalifornischen Direktvertriebsunternehmen Nutrilite unterschrieben und anschließend als erstes eigenes Unternehmen die „Ja-Ri Corporation, Inc.“ gegründet hatten. Im November 1959 folgte die Gründung der „Amway Sales Corporation“, die als erstes Produkt „Frisk“, einen flüssigen Allzweckreiniger, vertrieb. Dieser Reiniger wurde von dem kleinen Unternehmen Trenton Mi. produziert. Aus „Frisk“ wurde dann L.O.C., ein biologisch abbaubares Reinigungsprodukt. Die Amway Corporation erwarb 1972 die Mehrheitsanteile an Nutrilite Products Inc. für 22 Mio. US-Dollar.
1975 gründete der Konzern die Amway GmbH in Deutschland mit Unternehmenssitz in Puchheim bei München. 1980 wurde die Amway AG in der Schweiz gegründet, 1985 die Amway Ges.m.b.H. in Österreich.
1995 wurde Amway China gegründet, das heute der größte Markt des Unternehmens ist. Die Zentrale von Amway (China) liegt in Guangzhou. 1999 wurde von den Amway-Gründern eine internetbasierte Schwestergesellschaft namens „Quixtar North America“ gegründet, die für einige Jahre in Nordamerika an Amways Stelle trat, inzwischen aber wieder unter dem Namen „Amway Global“ firmiert.
Seit 2019 ist Milind Pant der Chief Executive Officer von Amway. Pant war zuvor als President of Pizza Hut International bei Yum! Brands, tätig. Amway befindet sich weiterhin im Besitz der Familien DeVos und Van Andel. Das Unternehmen ist in mehr als 100 Ländern und Gebieten tätig und beschäftigt über 15.000 Mitarbeiter, darunter mehr als 950 Wissenschaftler, Ingenieure und technische Fachkräfte. Amway arbeitet nach eigenen Angaben mit weltweit ca. einer Million Geschäftspartnern.

## Produkte
Zum Produktsortiment von Amway zählen über 400 Produkte in den Bereichen Nahrungsergänzung, Körperpflege und Kosmetik. Unternehmenseigene Produktmarken sind u. a. „Nutrilite“ (Nahrungsergänzungsmittel) oder „Artistry“ (Kosmetik). Laut Eigenangaben besitzt Amway weltweit 1.150 Patente auf seine Produkte, 500 Patente befinden sich laut Eigenangaben in Vorbereitung. Der weltweite Gesamtumsatz von Amway belief sich im Jahr 2020 auf 8,5 Mrd. US-Dollar. Damit ist der Konzern das weltweit größte Direktvertriebsunternehmen.

## Kritik und Kontroversen
Sogenannte Schneeballsysteme beinhalten einzelne Merkmale von Netzwerk-Marketing-Geschäftsmodellen. Auch deshalb geraten Unternehmen wie Amway immer wieder in die Kritik.
So kam die US-amerikanische Bundeshandelskommission (FTC) 1979 zu dem Schluss, dass Amway kein illegales Schneeball- oder Pyramidensystem darstellt. Amway wurde aber eine Reihe von Auflagen erteilt. So muss das Unternehmen seither allen Aussagen über mögliche Profite und Verkaufszahlen seiner Händler auch die tatsächlichen Durchschnittsgewinne gegenüberstellen. Die FTC stellte z. B. auch fest, dass der durchschnittliche Amway-Händler weniger als 100 US-Dollar pro Monat und mehr als die Hälfte gar keinen Gewinn erzielten.
1983 wurde Amway in Kanada wegen Steuerhinterziehung und Zollbetrug verurteilt und musste im Zuge eines Vergleichs 25 Mio. Kanadische Dollar bezahlen – die höchste Strafzahlung, die in Kanada jemals verhängt wurde. 1986 verletzte Amway in den USA die Auflagen der FTC aus dem Jahr 1979 betreffend der Nennung der tatsächlichen Durchschnittsgewinne seiner Händler und musste 100.000 US-Dollar als Strafe zahlen.

## Trivia
Die US-Profimannschaften Orlando Magic und Orlando Solar Bears spielen im 2010 eröffneten (ehemaligen) Amway Center, das in Orlando, Florida liegt. Die Mehrzweckhalle hat eine Gesamtfläche von über 80.000 Quadratmetern und eine Kapazität von bis zu 20.000 Zuschauern. Amway hielt die Namensrechte bis Juni 2022, seit 2023 heißt die Spielstätte "Kia Center". Bis einschließlich 2016 war Amway Sponsor der Amway Canadian Championship, mit der sich kanadische Mannschaften der nordamerikanischen Major League Soccer für die CONCACAF Champions League qualifizieren können.

## Theaterstück
Der US-amerikanische Dramatiker Noah Haidle schrieb ein Theaterstück, das die tragische Lebensgeschichte der fiktiven Kosmetik-Verkäuferin Cookie Close erzählt. Das Stück heißt „Für immer schön“ und erlebte 2017 am Nationaltheater Mannheim seine deutsche Erstaufführung. Cookie Close zieht von Haustür zu Haustür, versucht ihre Ware zu verkaufen und motiviert sich mit Zitaten aus der Bibel. Noah Haidle berichtet, dass er in der Nähe der Amway-Firmenzentrale in Grand Rapids (Michigan) aufwuchs. Seine Tante habe als „Beraterin“ für Amway ihren Lebensunterhalt bestritten und diene als Vorbild für die Figur Cookie Close. „Für immer schön“ wurde an zahlreichen deutschen Bühnen aufgeführt, etwa am Residenztheater in München, am Freien Werkstatt Theater Köln und am Stadttheater Fürth.